# 第一書房
第一書房（だいいちしょぼう）は、日本の東京都文京区にある出版社。主に宗教（仏教、神道）、歴史、考古学、人類学、民俗学などを中心とした学術図書を刊行しているが、琉球など南島の文化に関するものも多い。またこれらの分野での古書の買取と販売も行っている。

## 概要
所在地
- 東京都文京区本郷6丁目26番1号

## 主な出版物
【叢書】
- 『新編林子平全集』（全5巻、山岸徳平・佐野正巳共編）1978年 - 1980年 ISBN 978-4-8042-0564-9
- 『高野長英全集』（全6巻、高野長英全集刊行会）〔限定復刻版〕1978年 - 1982年
- 『逍遥選集』（全17巻、逍遙協会編）1977年 - 1978年 ISBN 978-4-8042-0321-8

【宗教書】
- 『国訳大蔵経』（全31冊、国民文庫刊行会編）〔復刻版〕1974年 - 1975年 ISBN 978-4-8042-0241-9
- 『国訳禅宗叢書』（1輯12巻／2輯10巻、国訳禅宗叢書刊行会）1974年 - 1975年
  1. ISBN 978-4-8042-0217-4
  2. ISBN 978-4-8042-0218-1
- 『天台宗全書』（全25巻・解説1、天台宗典刊行会）1973年 - 1974年 ISBN 978-4-8042-0465-9
- 『密教研究』（全18冊、高野山大学密教研究会編）1975年 ISBN 978-4-8042-0613-4
- 『密教文化』（全13冊、高野山大学密教研究会編）1983年 ISBN 978-4-8042-0615-8

【南島文化】
- 『南島文化叢書』（1 - 26巻）編集委員：高宮廣衞・村武精一・佐々木宏幹・喜舎場一隆 1981年 - 2012年。ISBN 978-4-8042-0100-9 ～　以降、略
- 『南日本の民俗文化』（全9巻、小野重朗著）1992年 - 1996年 ISBN 978-4-8042-0617-2
- 『太田朝敷選集』（上・中・下）1993年 - 1996年
  1. ISBN 978-4-8042-0063-7
  2. ISBN 978-4-8042-0101-6
  3. ISBN 978-4-8042-0104-7